# Nezemřela jsem
Nezemřela jsem, celým názvem Nezemřela jsem... ze života Evy Olmerové,  je český muzikál inspirovaný životem zpěvačky Evy Olmerové. Premiéra proběhla dne 7. září 2013 v Divadle v Dlouhé. 

## Obsazení
Role jsou alternovány. 
| Zuzana Offenbartl Dovalová či Markéta Bednářová                     | Eva Olmerová             |
| Ivana Jirešová či Michaela Zemánková či Veronika Bošjaková          | textařka Aida            |
| Tomáš Trapl či Petr Kutheil                                         | Evin otec                |
| Tomáš Savka či Ondřej Ruml                                          | Jan Dvořák               |
| Štěpán Klouček či Radim Pátek                                       | Falout, první manžel Evy |
| Leona Černá či Renáta Podlipská                                     | bachařka                 |
| Filip Kotek či Roman Tomeš                                          | vyšetřovatel             |
| Jana Tesařová, Eliška Ochmanová, Barbora Nováková, Darina Kompušová | dámská company           |
| Jan Tenkrát, Petr Šudoma, Petr Ryšavý, David Bouša                  | pánská company           |